# رائول مارتین (بازیکن فوتبال)
رائول مارتین (انگلیسی: Raúl Martín؛ زادهٔ ۱۶ اوت ۱۹۷۹) بازیکن فوتبال اهل اسپانیا است.
از باشگاه‌هایی که در آن بازی کرده‌است می‌توان به باشگاه فوتبال الچه، باشگاه فوتبال ژیرونا، و باشگاه ورزشی رئال مایورکا اشاره کرد.